# Ming (Softwarebibliothek)
Ming ist eine freie Softwarebibliothek zur Produktion von Adobe-Flash-Dateien (*.swf). Es ist als PHP-Modul konzipiert; dies ermöglicht die dynamische Produktion einer Flash-Datei vom Webserver basierend auf Dateneingabe. Zusätzlich kann die Bibliothek – realisiert in der Programmiersprache C – auch für C++, Perl, Python und Ruby verwendet werden.
Die Ming-Bibliothek ist bis auf das Kommandozeilenprogramm makeswf unter der GNU LGPL veröffentlicht worden. Das Kommandozeilenprogramm steht unter der GNU GPL.